# Lochmaeocles pulcher
Lochmaeocles pulcher là một loài bọ cánh cứng trong họ Cerambycidae.